# Kelly (Karolina Północna)
Kelly – jednostka osadnicza w Stanach Zjednoczonych, w stanie Karolina Północna, w hrabstwie Bladen.